# Mortes em junho de 2021
Mortes em 2021: ← Janeiro – Fevereiro – Março – Abril – Maio – Junho – Julho – Agosto – Setembro – Outubro – Novembro – Dezembro →
Esta é uma relação de pessoas notáveis que morreram durante o mês de junho de 2021, listando nome, nacionalidade, ocupação e ano de nascimento.

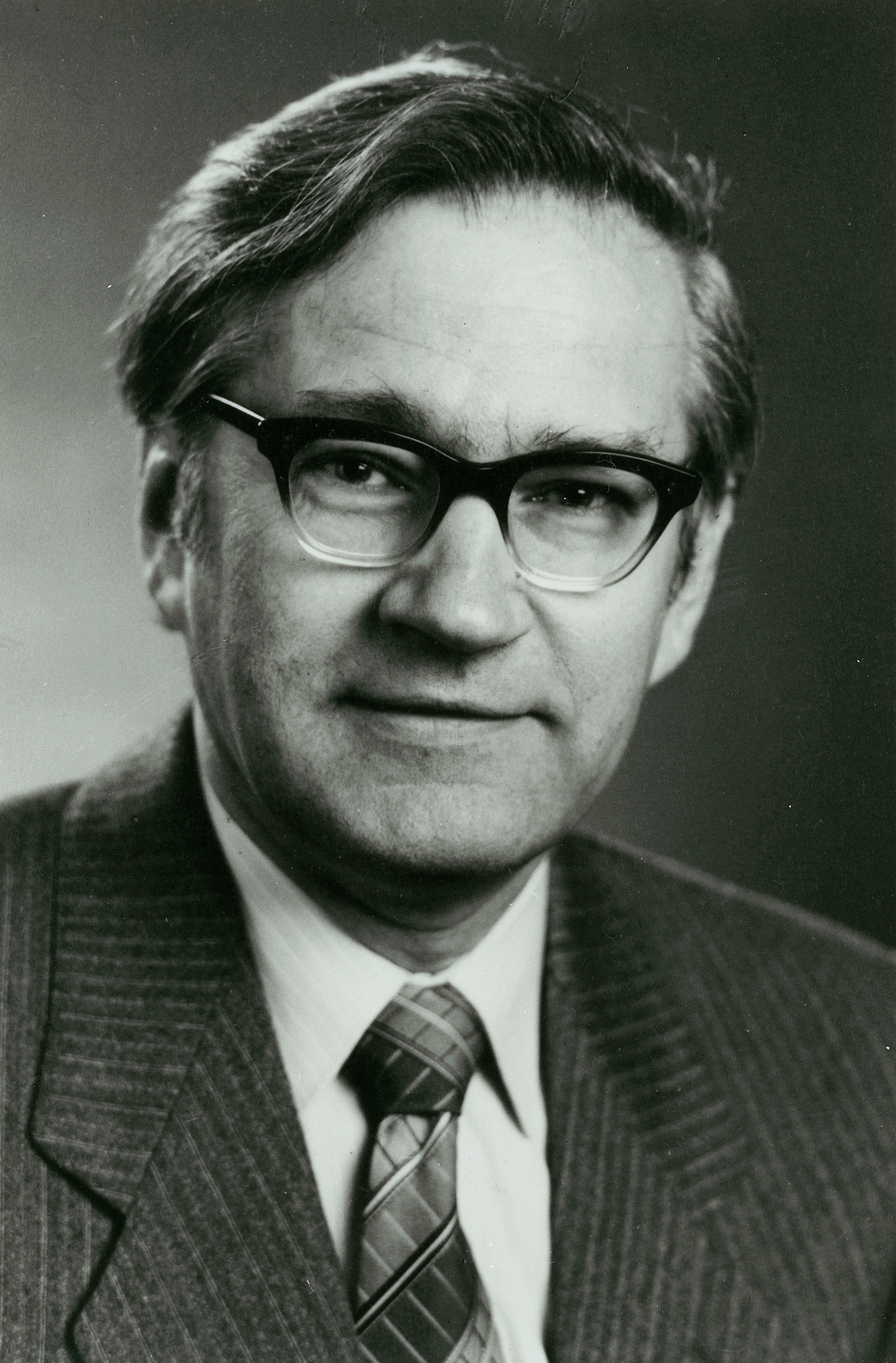
Richard Robert Ernst, químico suíço.

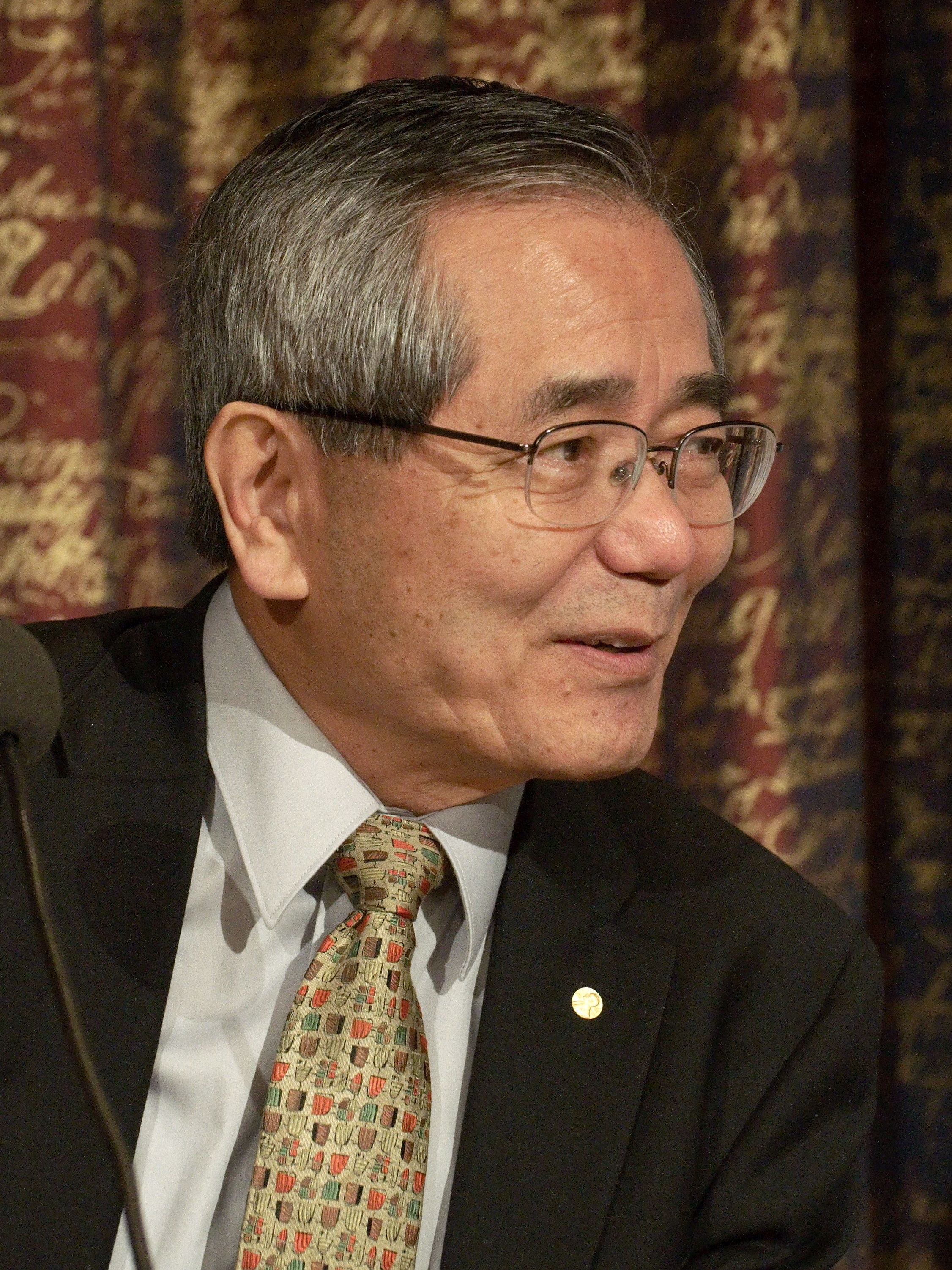
Ei-ichi Negishi, químico japonês.

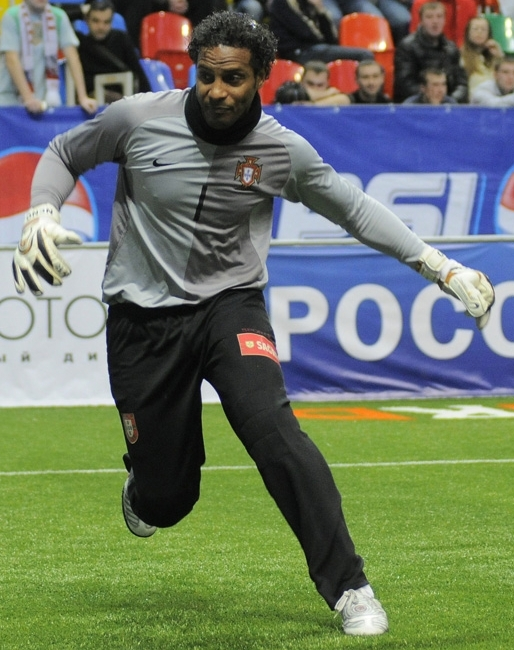
Neno, futebolista cabo-verdiano naturalizado português.

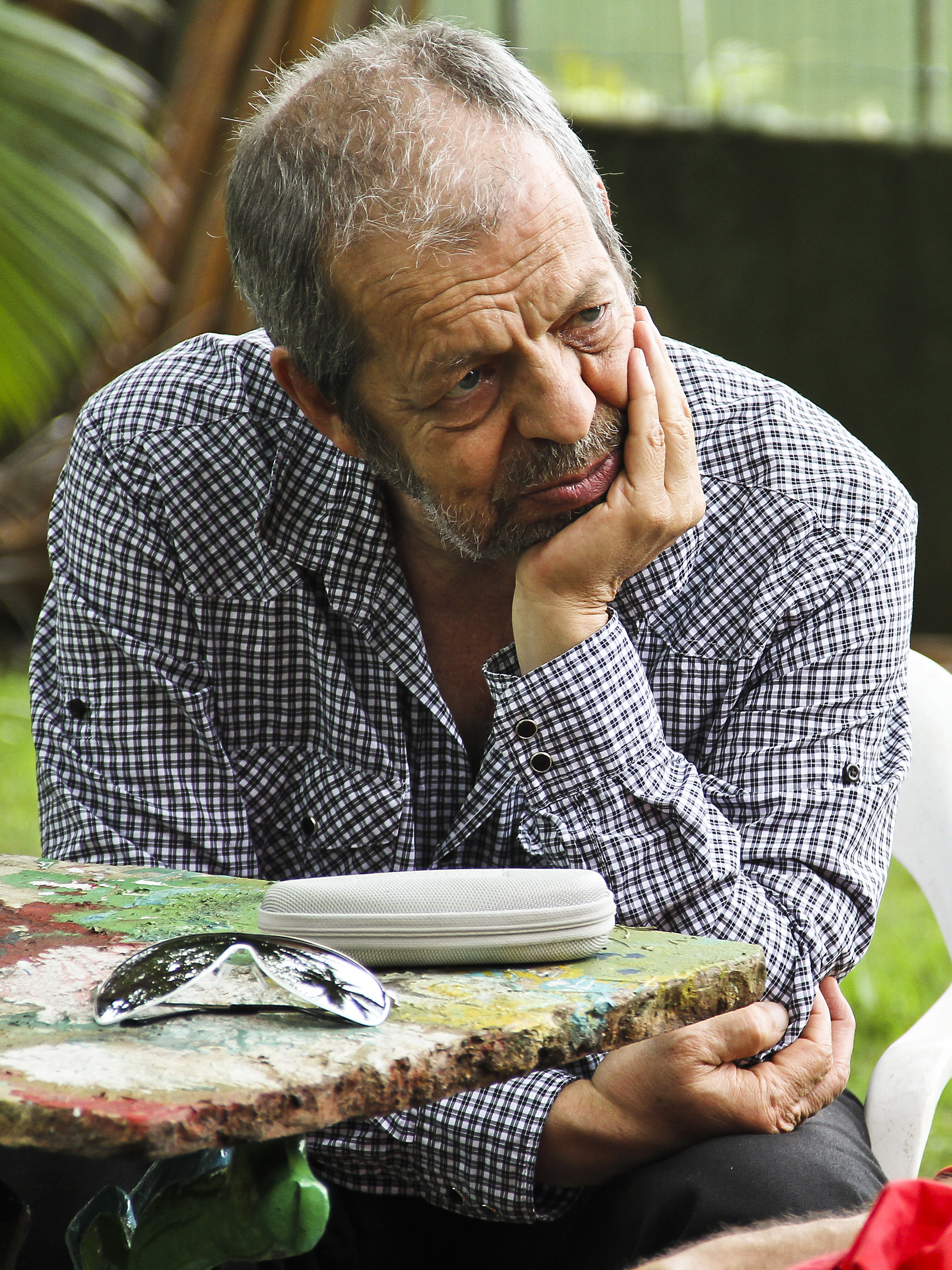
Júlio Calasso, cineasta brasileiro.

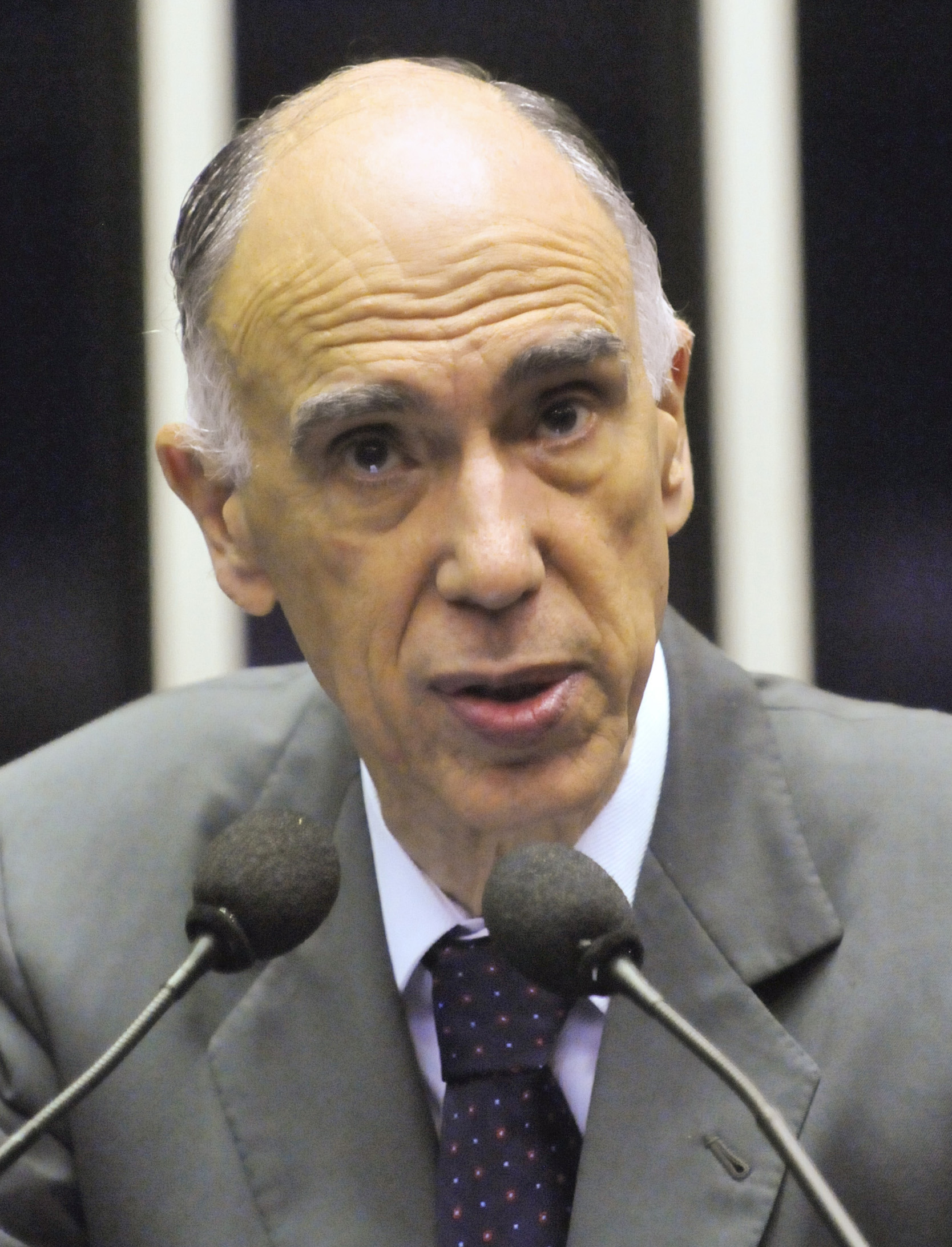
Marco Maciel, político e advogado brasileiro.

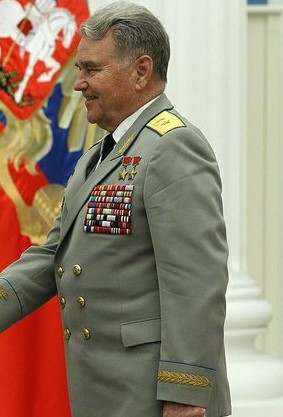
Vladimir Shatalov, cosmonauta.

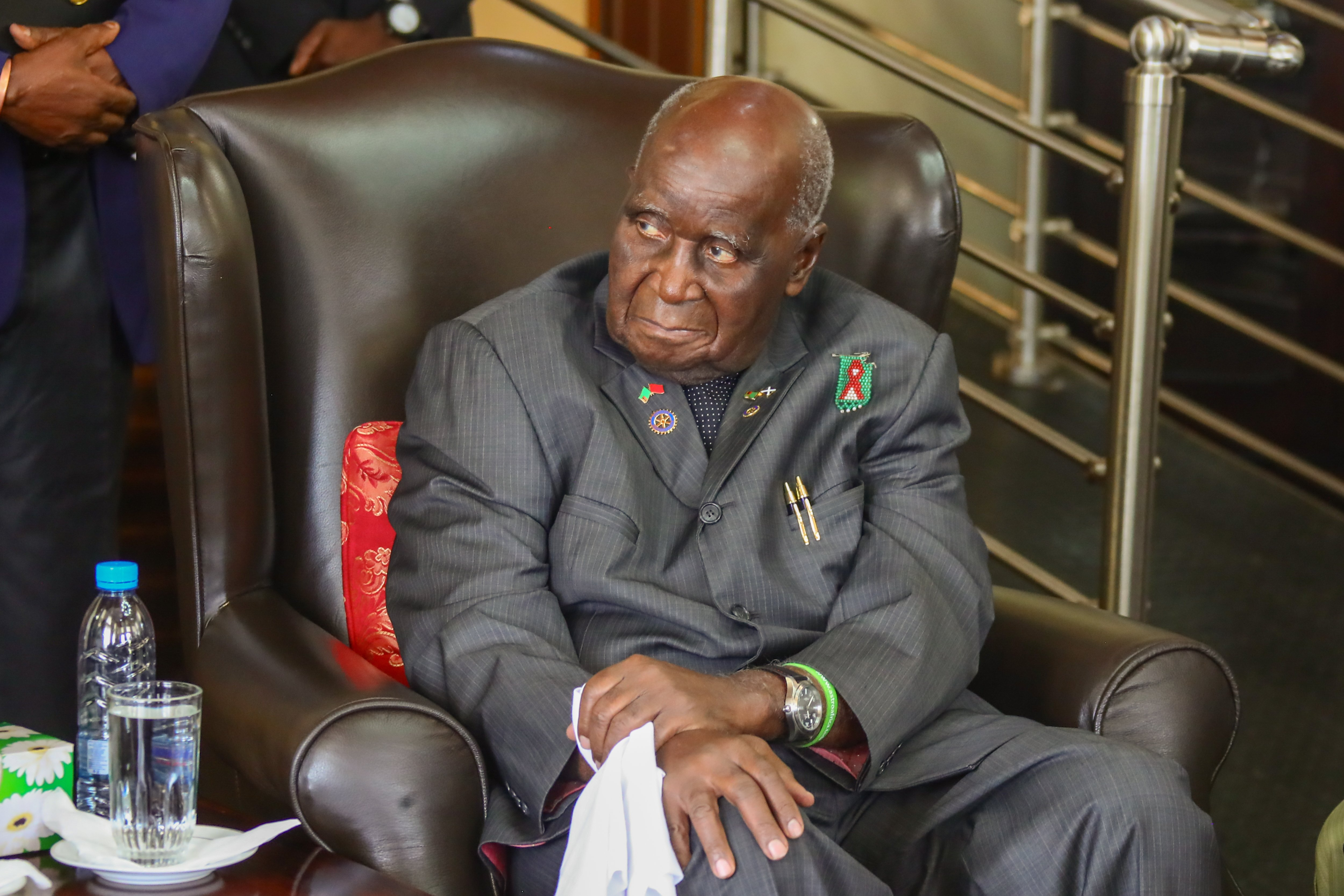
Kenneth Kaunda, ex-presidente da Zâmbia.

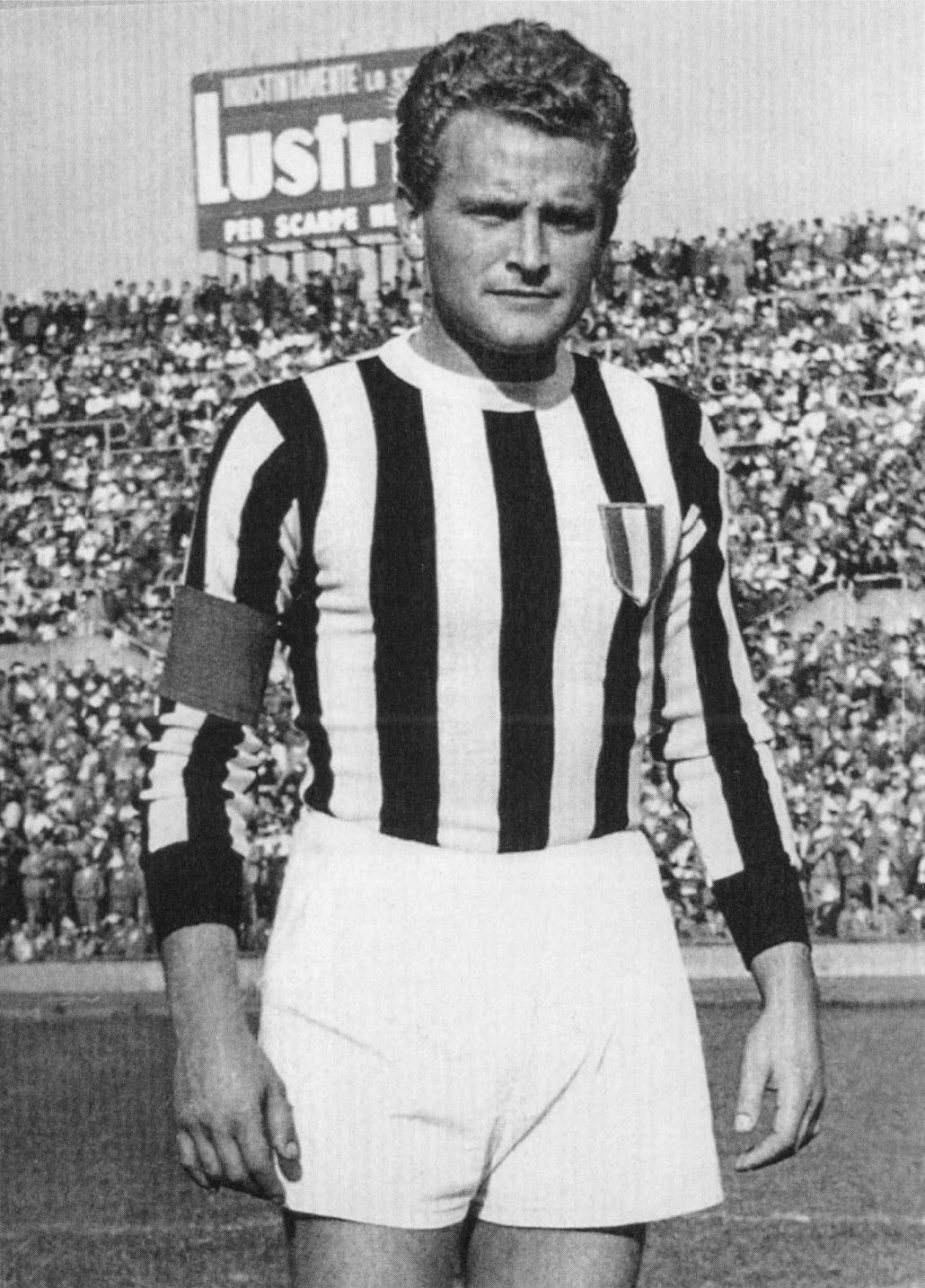
Giampiero Boniperti, ex-futebolista italiano.

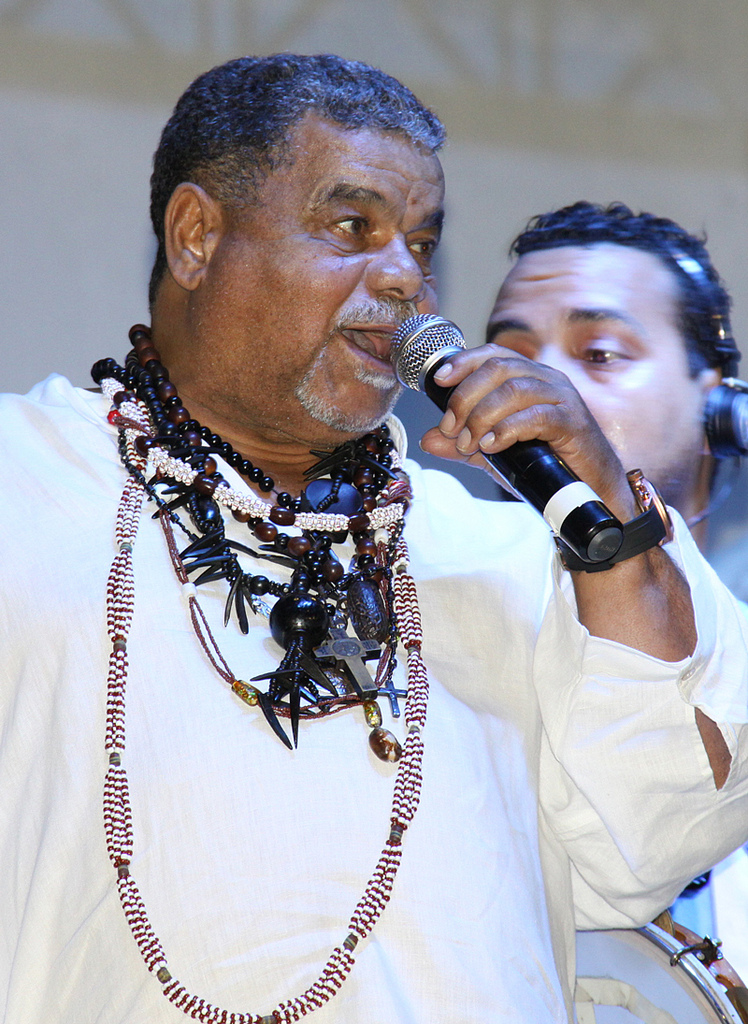
Laíla, carnavalesco brasileiro.

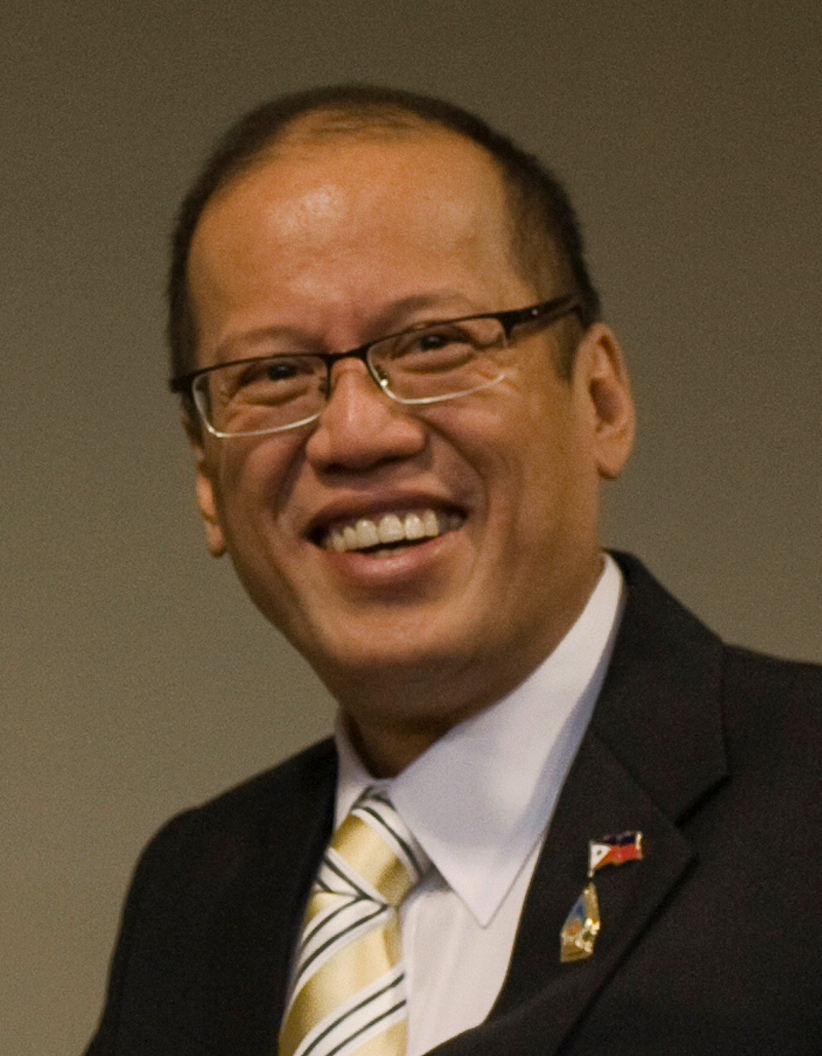
Noynoy Aquino, ex-presidente das Filipinas.

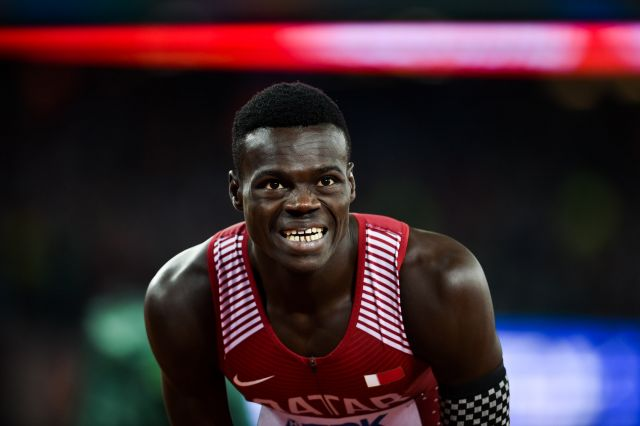
Abdalelah Haroun, atleta sudanês naturalizado catariano.

| Dia | Nome                        | Profissão ou motivo de reconhecimento  | Nacionalidade                  | Nasc. | Ref    |
| --- | --------------------------- | -------------------------------------- | ------------------------------ | ----- | ------ |
| 1   | Violeta Vidaurre            | Atriz                                  | Chile                          | 1928  | [ 1 ]  |
| 1   | Paula Sémer                 | Atriz e política                       | Bélgica                        | 1925  | [ 2 ]  |
| 2   | Bill Scanlon                | Tenista                                | Estados Unidos                 | 1956  | [ 3 ]  |
| 2   | Luiz Pedro de Oliveira      | Jornalista e político                  | Brasil                         | 1953  | [ 4 ]  |
| 2   | Ottorino Sartor             | Futebolista                            | Peru                           | 1945  | [ 5 ]  |
| 3   | Anerood Jugnauth            | Político                               | Ilhas Maurícias                | 1930  | [ 6 ]  |
| 3   | Berenice Azambuja           | Cantora                                | Brasil                         | 1952  | [ 7 ]  |
| 3   | F. Lee Bailey               | Advogado                               | Estados Unidos                 | 1933  | [ 8 ]  |
| 4   | Friederike Mayröcker        | Escritora                              | Áustria                        | 1924  | [ 9 ]  |
| 4   | Vadim Kapranov              | Jogador e treinador de basquetebol     | Rússia/ União Soviética        | 1940  | [ 10 ] |
| 4   | Loris Dominissini           | Futebolista e treinador                | Itália                         | 1961  | [ 11 ] |
| 4   | Richard Robert Ernst        | Químico                                | Suíça                          | 1933  | [ 12 ] |
| 5   | Paulo Thiago                | Cineasta                               | Brasil                         | 1945  | [ 13 ] |
| 5   | T. B. Joshua                | Pastor                                 | Nigéria                        | 1963  | [ 14 ] |
| 6   | Mansour Ojjeh               | Empresário                             | Arábia Saudita/ França         | 1952  | [ 15 ] |
| 6   | Camila Amado                | Atriz                                  | Brasil                         | 1938  | [ 16 ] |
| 6   | Guaçu Piteri                | Político                               | Brasil                         | 1935  | [ 17 ] |
| 6   | Ei-ichi Negishi             | Químico                                | Japão                          | 1935  | [ 18 ] |
| 6   | Rimma Volkova               | Cantora de ópera                       | Rússia/ União Soviética        | 1940  | [ 19 ] |
| 7   | Yoo Sang-chul               | Futebolista                            | Coreia do Sul                  | 1971  | [ 20 ] |
| 8   | Rafael Iturrate             | Ciclista                               | Chile                          | 1922  | [ 21 ] |
| 9   | Edward de Bono              | Psicólogo e escritor                   | Malta                          | 1933  | [ 22 ] |
| 9   | Gottfried Böhm              | Arquiteto                              | Alemanha                       | 1920  | [ 23 ] |
| 9   | Diogo Correa de Oliveira    | Futebolista                            | Brasil                         | 1983  | [ 24 ] |
| 9   | Valentina Sidorova          | Esgrimista                             | Rússia/ União Soviética        | 1954  | [ 25 ] |
| 10  | Adelino Barros "Neno"       | Futebolista                            | Portugal                       | 1962  | [ 26 ] |
| 11  | António Torrado             | Escritor                               | Portugal                       | 1939  | [ 27 ] |
| 11  | Walter Michael Ebejer       | Bispo                                  | Malta/ Brasil                  | 1929  | [ 28 ] |
| 11  | Júlio Calasso               | Roteirista                             | Brasil                         | 1941  | [ 29 ] |
| 11  | Jerald Ericksen             | Matemático                             | Estados Unidos                 | 1924  | [ 30 ] |
| 12  | Marco Maciel                | Político e advogado                    | Brasil                         | 1940  | [ 31 ] |
| 12  | Flaviola                    | Cantor                                 | Brasil                         | 1953  | [ 32 ] |
| 12  | Jesús Martín-Barbero        | Escritor e filósofo                    | Colômbia                       | 1937  | [ 33 ] |
| 12  | Anatoly Chukanov            | Ciclista                               | Rússia/ União Soviética        | 1954  | [ 34 ] |
| 12  | Lauri Ferreira              | Médico e político                      | Brasil                         | 1947  | [ 35 ] |
| 13  | Carlos Geraldo Langoni      | Economista                             | Brasil                         | 1944  | [ 36 ] |
| 13  | Ned Beatty                  | Ator                                   | Estados Unidos                 | 1937  | [ 37 ] |
| 13  | Raul de Souza               | Trombonista                            | Brasil                         | 1934  | [ 38 ] |
| 14  | Markis Kido                 | Jogador de badminton                   | Indonésia                      | 1984  | [ 39 ] |
| 14  | Enrique Bolaños Geyer       | Político                               | Nicarágua                      | 1928  | [ 40 ] |
| 14  | Tuono Pettinato             | Ilustrador                             | Itália                         | 1976  | [ 41 ] |
| 14  | Gláucio Ary Dillon Soares   | Sociólogo e cientista político         | Brasil                         | 1934  | [ 42 ] |
| 14  | Vicente Franz Cecim         | Escritor                               | Brasil                         | 1946  | [ 43 ] |
| 15  | Ari Magalhães               | Empresário e político                  | Brasil                         | 1928  | [ 44 ] |
| 15  | Reynaldo Rayol              | Cantor                                 | Brasil                         | 1944  | [ 45 ] |
| 15  | Vladimir Shatalov           | Cosmonauta                             | Rússia/ União Soviética        | 1927  | [ 46 ] |
| 15  | Jackie Shako Diala Anahengo | Atriz                                  | República Democrática do Congo | 1958  | [ 47 ] |
| 15  | Boris Tabacof               | Empresário                             | Brasil                         | 1929  | [ 48 ] |
| 16  | Laila Hirvisaari            | Escritora                              | Finlândia                      | 1938  | [ 49 ] |
| 16  | Janet Malcolm               | Jornalista                             | Estados Unidos                 | 1934  | [ 50 ] |
| 16  | Adelmo Duarte Ribeiro       | Político                               | Brasil                         | 1950  | [ 51 ] |
| 17  | Kenneth Kaunda              | Político                               | Zâmbia                         | 1924  | [ 52 ] |
| 17  | Dimbi Tubilandu             | Futebolista                            | República Democrática do Congo | 1948  | [ 53 ] |
| 18  | Giampiero Boniperti         | Futebolista                            | Itália                         | 1928  | [ 54 ] |
| 18  | Laíla                       | Carnavalesco e dirigente de carnaval   | Brasil                         | 1943  | [ 55 ] |
| 18  | Mestre Mug                  | Mestre de bateria                      | Brasil                         | 1949  | [ 56 ] |
| 18  | Milkha Singh                | Atleta                                 | Índia                          | 1929  | [ 57 ] |
| 18  | Takeshi Terauchi            | Guitarrista                            | Japão                          | 1939  | [ 58 ] |
| 18  | Américo Leal                | Político                               | Portugal                       | 1922  | [ 59 ] |
| 19  | Carlos Miguel               | Ator                                   | Portugal                       | 1943  | [ 60 ] |
| 19  | Freimut Börngen             | Astrônomo                              | Alemanha                       | 1930  | [ 61 ] |
| 20  | Luis del Sol                | Futebolista                            | Espanha                        | 1935  | [ 62 ] |
| 20  | Alcimar Caldas Magalhães    | Bispo                                  | Brasil                         | 1940  | [ 63 ] |
| 20  | Bráulio de Castro           | Compositor                             | Brasil                         | 1942  | [ 64 ] |
| 21  | João Gonçalves              | Músico                                 | Brasil                         | 1936  | [ 65 ] |
| 22  | José Tavares da Silva Neto  | Advogado e político                    | Brasil                         | 1949  | [ 66 ] |
| 22  | Masatake Kuranishi          | Matemático                             | Japão                          | 1924  | [ 67 ] |
| 23  | John McAfee                 | Programador de computador e empresário | Reino Unido/ Estados Unidos    | 1945  | [ 68 ] |
| 24  | Noynoy Aquino               | Político                               | Filipinas                      | 1960  | [ 69 ] |
| 25  | Marcos Ferrufino            | Futebolista e treinador                | Bolívia                        | 1963  | [ 70 ] |
| 26  | José Paulo Bisol            | Desembargador, escritor e político     | Brasil                         | 1928  | [ 71 ] |
| 26  | Frederic Rzewski            | Compositor e pianista                  | Estados Unidos                 | 1938  | [ 72 ] |
| 26  | Abdalelah Haroun            | Atleta                                 | Sudão/ Catar                   | 1997  | [ 73 ] |
| 26  | Mike Gravel                 | Político                               | Estados Unidos                 | 1930  | [ 74 ] |
| 26  | Johnny Solinger             | Cantor                                 | Estados Unidos                 | 1965  | [ 75 ] |
| 26  | Nanblá Gakran               | Linguista                              | Brasil                         | 1963  | [ 76 ] |
| 27  | Artur Xexéo                 | Jornalista                             | Brasil                         | 1951  | [ 77 ] |
| 27  | Steven Horwitz              | Economista                             | Estados Unidos                 | 1964  | [ 78 ] |
| 27  | Noel Furlong                | Jogador de pôquer e empresário         | Irlanda                        | 1937  | [ 79 ] |
| 28  | Lázaro Barbosa              | Criminoso                              | Brasil                         | 1988  | [ 80 ] |
| 28  | Vera Nikolić                | Atleta                                 | Sérvia/ Iugoslávia             | 1948  | [ 81 ] |
| 29  | Delia Fiallo                | Escritora e roteirista                 | Cuba                           | 1924  | [ 82 ] |
| 29  | Donald Rumsfeld             | Político                               | Estados Unidos                 | 1932  | [ 83 ] |
| 29  | John Lawton                 | Cantor                                 | Reino Unido                    | 1946  | [ 84 ] |
| 29  | Jock Aird                   | Futebolista                            | Reino Unido                    | 1926  | [ 85 ] |
| 30  | Janet Moreau                | Atleta                                 | Estados Unidos                 | 1927  | [ 86 ] |
| 30  | Januário Garcia             | Fotógrafo                              | Brasil                         | 1943  | [ 87 ] |
| 30  | Paulo Pompéia               | Ator e diretor                         | Brasil                         | 1948  | [ 88 ] |